# 神霊学会主神教
神霊学会主神教（しんれいがっかいすしんきょう）は三重県多気郡大台町に本部がある宗教法人である。
1986年（昭和61年）9月に立教し、創始者（教祖）は初代教主の下村 聖皇（しもむら せいおう）。
現教主は、二代目教主である井原 仁美（いはら ひとみ）。

## 概要
天地創造、宇宙根源の神様を主の大御神様（スノオオミカミサマ）と唱え、主の大御神様より人間界まで降りてくる霊的光を、天津日嗣皇尊大御神様（アマツヒツギスメラミコトオオミカミサマ）と唱える。
惟神（カンナガラ）の根本思想を日常に活かし日々、感謝の想念を持って、神の実在、神の力を体感し、世界万類の平和と幸福の実現をめざして、精進努力させていただくことができる人々を育成する、人類教である。